# Волейбол на летните олимпийски игри 2012
Волейболният турнир на Летните олимпийски игри 2012 се провежда в Лондон между 27 юли и 12 август. Волейболът се провежда в Ърлс Корт Сентър, а плажният волейбол – на Площад на конната гвардия. България се представя с мъжкия си отбор в зала, който се класира на четвърто място.

## Състезания
Раздават се четири комплекта медала в следните състезания:
- Волейбол мъже (12 отбора)
- Волейбол жени (12 отбора)
- Плажен волейбол мъже (24 отбора)
- Плажен волейбол жени (24 отбора)

## Критерии за класиране
На всяка страна е позволено да участва с по един мъжки и женски волейболен отбор и по два отбора на плажен волейбол

### Волейбол Мъже
|                                                      | Дата                       | Домакин   | Квоти | Класирани            |
| ---------------------------------------------------- | -------------------------- | --------- | ----- | -------------------- |
| Домакин                                              | —                          | —         | 1     | Великобритания       |
| Световна купа 2011                                   | 20 ноември–4 декември 2011 | Япония    | 3     | Русия Полша Бразилия |
| Африкански олимпийски квалификационен турнир         | 12 – 22 януари 2012        | Камерун   | 1     | Тунис                |
| Северноамерикански олимпийски квалификационен турнир | 7 – 12 май 2012            | САЩ       | 1     | САЩ                  |
| Европейски олимпийски квалификационен турнир         | 8 – 13 май 2012            | България  | 1     | Италия               |
| Южноамерикански олимпийски квалификационен турнир    | 11 – 13 май 2012           | Аржентина | 1     | Аржентина            |
| Азиатски олимпийски квалификационен турнир 1         | 1 – 10 юни 2012            | Япония    | 1     | AUS                  |
| Световен олимпийски турнир 1 1                       | 1 – 10 юни 2012            | Япония    | 1     | Сърбия               |
| Световен олимпийски турнир 2                         | 8 – 10 юни 2012            | Германия  | 1     | Германия             |
| Световен олимпийски турнир 3                         | 8 – 10 юни 2012            | България  | 1     | България             |
| Общо                                                 |                            |           | 12    |                      |

- Азиатският турнир е комбиниран с първата световната квалификация. Първият отбор се класира като шампион на световния турнир, а най-добрият азиатски отбор, без победителя, се класира като шампион на азиатската квалификация.

### Волейбол Жени
|                                                      | Дата                  | Домакин  | Квоти | Класирани              |
| ---------------------------------------------------- | --------------------- | -------- | ----- | ---------------------- |
| Домакин                                              | —                     | —        | 1     | GBR                    |
| Световна купа 2011                                   | 4 – 18 ноември 2011   | Япония   | 3     | Италия САЩ Китай       |
| Африкански олимпийски квалификационен турнир         | 2 – 4 февруари 2012   | Алжир    | 1     | Алжир                  |
| Северноамерикански олимпийски квалификационен турнир | 29 април – 5 май 2012 | Мексико  | 1     | Доминиканска република |
| Европейски олимпийски квалификационен турнир         | 1 – 6 май 2012        | Турция   | 1     | Турция                 |
| Южноамерикански олимпийски квалификационен турнир    | 9 – 13 май 2012       | Бразилия | 1     | Бразилия               |
| Азиатски олимпийски квалификационен турнир 1         | 19 – 27 май 2012      | Япония   | 1     | Южна Корея             |
| Световен олимпийски турнир                           | 19 – 27 май 2012      | Япония   | 3     | Русия Сърбия Япония    |
| Общо                                                 |                       |          | 12    |                        |

- Азиатският турнир е комбиниран със световната квалификация. Първите три отбора се класират като победители на световния турнир, а най-добрият азиатски отбор, без първите три отбора, се класира като шампион на азиатската квалификация.

### Плажен волейбол
Мъже

| Начин за класиране                                                    | Квоти | Класирани |
| --------------------------------------------------------------------- | ----- | --- |
| Олимпийска ранглиста по плажен волейбол на FIVB                       | 16    | Бразилия САЩ Германия Холандия Полша САЩ Бразилия Германия Испания Китай Швейцария Чехия Латвия Италия Швейцария |
| Континентална купа по плажен волейбол 2010-12                         | 5     | Венецуела (Южна Америка) ЮАР (Африка) Канада (Северна Америка) Япония (Азия/Океания) Норвегия (Европа)           |
| Финал на Световната купа по плажен волейбол (Олимпийска квалификация) | 2     | Австрия Русия |
| Страна домакин (Великобритания)                                       | 1     | Великобритания                                                                                                   |
| ОБЩО                                                                  | 24    | |

Жени

| Начин за класиране                                                    | Квоти | Класирани |
| --------------------------------------------------------------------- | ----- | --- |
| Олимпийска ранглиста по плажен волейбол на FIVB                       | 16    | Бразилия Китай САЩ Бразилия САЩ Холандия Италия Германия Чехия Испания Германия Швейцария Австрия Австралия Чехия Гърция |
| Континентална купа по плажен волейбол 2010-12                         | 5     | Мавриций (Африка) Аржентина (Южна Америка) Русия (Европа) Канада (Северна Америка) Австралия (Азия/Океания)              |
| Финал на Световната купа по плажен волейбол (Олимпийска квалификация) | 2     | Русия Холандия |
| Страна домакин (Великобритания)                                       | 1     | Великобритания |
| ОБЩО                                                                  | 24    | |

## Медалисти
| Дисциплина        | Злато | Сребро | Бронз |
| ----------------- | --- | --- | --- |
| Мъже детайли      | Русия Николай Апаликов Тарас Хтей (капитан) Сергей Гранкин Сергей Тетюхин Александър Соколов Юри Бережко Александър Бутко Дмитрий Мусерски Дмитрий Илиних Максим Михайлов Александър Волков Алексей Обмочаев | Бразилия Бруно Резенде Уолъс де Соуса Сидао Леандро Висото Жиба (капитан) Мурило Ендрес Серджио Сантос Тиаго Соарес Алвес Родригао Лукас Сааткамп Рикардо Гарсия Данте Амарал                | Италия Кристиан Савани (капитан) Луиджи Мастранджело Симоне Пароди Самуеле Папи Михал Ласко Иван Зайцев Данте Бонинфанте Драган Травица Алесандро Фей Емануеле Бирарели Андреа Джови Андреа Бари |
| Жени детайли      | Бразилия Фабиана Клаудино (капитан) Дани Линс Паула Пекено Аденисия да Силва Майса Менезес Жаклин Карвальо Фернанда Ферейра Тандара Кайшета Наталия Перейра Шейла Кастро Фабиана де Оливейра Фернанда Гарай  | САЩ Даниеле Скот-Аруда Таиба Ханееф-Парк Линдзи Берг (капитан) Тамари Мияширо Никол Дейвис Джордан Ларсон Мегън Ходж Криста Хармото Логън Том Фолуке Акинрадево Кортни Томпсън Дестини Хукър | Япония Хитоми Накамичи Йоши Такешита Май Ямагучи Ерика Араки (капитан) Каори Инуе Майко Кано Юко Сано Аи Отомо Риса Шинабе Саори Сакода Юкико Ебата Саори Кимура                                 |
| Мъже плаж детайли | Юлиус Бринк – Йонас Рекерман (ГЕР) | Алисън Черути – Емануел Рего (БРА) | Мартинс Плавинс – Янис Смединс (ЛАТ) |
| Жени плаж детайли | Мисти Мей-Трейнър – Кери Уолш Дженингс (САЩ) | Дженифър Кеси – Ейприл Рос (САЩ) | Жулиана да Силва – Лариса Франса (БРА) |